# Melchor Sánchez de Toca y Sáenz de Lobera
Pour les articles homonymes, voir Sánchez de Toca, Sánchez et Sáenz.
Melchor Sánchez de Toca, né à Bergara en 1806 et mort à Madrid le  4 juillet 1880, est un médecin et chirurgien espagnol. Il fut médecin de la reine Isabelle II, qui le nomma premier marquis de Toca.
Il étudie la médecine au  Collège de Saint Charles de Madrid, où il se spécialise en chirurgie. En 1837, il obtient la chaire d'opérations de la faculté de médecine de l'université de Madrid ; il est élu la même année membre de la Real Academia de Medicina.
Médecin à la cour d'Isabelle II, il porta secours au président du gouvernement Juan Prim après l'attentat de la calle del Turco de Madrid qui lui coûta la vie en 1870.
Marié à Francisca Calvo Pereira de Castro dans les années 1870, il est le père de l'homme politique Joaquín Sánchez de Toca Calvo

## Œuvres
Parmi ses œuvres on peut citer :
- Memorias clínicas desde 1852 a 1858
- Decolación del fémur, procedimiento de Sánchez de Toca
- Método de estudio y de enseñanza de las ciencias médicas
- Hidrofobia
- Extirpación de la matriz cancerosa
- Plan de estudios, organización y personal del Colegio de Médicos de San Carlos